# 大六野耕作
大六野 耕作（だいろくの こうさく、1954年 - ）は、日本の政治学者、明治大学学長・政治経済学部教授。専門は、比較政治学。鹿児島県生まれ、福岡県育ち。

## 来歴
福岡県立筑紫丘高等学校、明治大学法学部卒業。明治大学大学院政治経済学研究科博士後期課程単位取得退学。岡野加穂留に師事。
明治大学政治経済学部助教授、教授を経て2008年10月から2015年3月まで学部長、2016年4月1日より副学長（国際交流担当）、2020年4月1日より学長。この間デューク大学、ノースイースタン大学、ラオス国立行政学院、ラオス国立大学で研究員を歴任。学内では明治大学ラグビー部の部長を務めていた。
2021年5月、日仏学術交流の強化に尽力したとして、フランス政府教育功労章将校(オフィシエ、2等)受章。

## 共著
- （岡野加穂留・大六野耕作）『比較政治学とデモクラシーの限界』（東信堂）
- （百瀬恵夫・大六野耕作）『規制緩和の光と影―日本経済再生の特効薬となりうるか』（実務教育出版）